# Баттальин, Энрико
Энрико Баттальин (итал. Enrico Battaglin; род. 17 ноября 1989 года в Маростике, Италия) — итальянский  профессиональный шоссейный велогонщик, выступающий за команду Мирового тура «Katusha–Alpecin».

## Статистика выступлений

### Гранд-туры
| Гонка          | 2012 | 2013 | 2014 | 2015 | 2016 | 2017 | 2018 |
| -------------- | ---- | ---- | ---- | ---- | ---- | ---- | ---- |
| Джиро д'Италия | 74   | НФ   | 52   | НФ   | 42   | 64   | 34   |
| Тур де Франс   | —    | —    | —    | —    | —    | —    | —    |
| Вуэльта        | —    | —    | —    | —    | НФ   | —    |      |

| —  | Не участвовал  |
| НФ | Не финишировал |